# 880
880 (DCCCLXXX) var ett skottår som började en fredag i den julianska kalendern.

## Händelser

### Okänt datum
- Äldsta kända nämnandet av staden Dortmund.
- Ett biskopsdöme bildas i Nitra.
- Kievriket grundas.

## Födda
- Ludvig III, kung av Burgund, kung av Provence, kung av Italien och kung av Heliga romerska riket.
- Beatrice av Vermandois, drottning av Frankrike.
- Emma av Barcelona, spansk abbedissa.

## Avlidna
- 29 september – Karloman, kung av Bayern sedan 864 och av Italien 877–879